# ミゲル・トロボアダ
ミゲル・ドス・アンジョス・ダ・クーニャ・リスボア・トロボアダ（ポルトガル語: Miguel dos Anjos da Cunha Lisboa Trovoada, 1936年12月27日 - ）は、サントメ・プリンシペ民主共和国の政治家。同国首相（1975年 - 1979年）、同国大統領（1991年 - 2001年）を歴任した。

## 生涯
サントメ市に生まれ、アンゴラの中学校に通いポルトガルのリスボン大学で法律を学んだ。1960年に当時同級生だったマヌエル・ピント・ダ・コスタとサントメ・プリンシペ解放委員会（CLSTP）を立ち上げ、それは1972年にサントメ・プリンシペ解放運動社会民主党（MLSTP）となった。委員会はガボンに本部を置き、トロボアダは1961年から1975年まで外務局長を務めあげた。1972年にはアフリカ統一機構（OAU）からMLSTPの承認を得るため尽力した。
独立後は初代首相（1975年7月12日 - 1979年3月）となったが、就任した直後から大統領との関係が悪化して1979年に当時のコスタ大統領は首相のポストを廃止した。その数ヶ月後、トロボアダは政府に対して陰謀を企てていると逮捕され、21ヶ月こう留された後フランスに亡命した。1990年5月に国家体制が民主制に移行すると彼は帰国して大統領選を展開した。
1991年、トロボアダは同国初の民選大統領に就任し、1996年に再選された。彼が大統領選に立候補した際には無所属だったが、1期目の終わりごろに独立民主行動（ADI）という新政党を結成した。また、彼の政府は1995年8月15日から8月21日の間クーデターにより短期間打倒された。
その後2001年9月3日に、フラディケ・デ・メネゼスが新たな国家元首としての宣誓を行ってトロボアダの任期は終わった。なお、後に首相となったパトリセ・トロボアダは息子である。
| 公職                                                                     | 公職                                                                                                  | 公職                                                               |
| ------------------------------------------------------------------------ | --- | ------------------------------------------------------------------ |
| 先代 レオネル・マリオ・ダルヴァ （暫定）                                 | サントメ・プリンシペ民主共和国大統領 第2代：1991年4月3日 – 1995年8月15日 1995年8月21日 – 2001年9月3日 | 次代 マヌエル・キンタス・デ・アルメイダ （救国軍事政権議長）       |
| 先代 マヌエル・キンタス・デ・アルメイダ （救国軍事政権議長）             | サントメ・プリンシペ民主共和国大統領 第2代：1991年4月3日 – 1995年8月15日 1995年8月21日 – 2001年9月3日 | 次代 フラディケ・デ・メネゼス                                      |
| 先代 レオネル・マリオ・ダルヴァ （ポルトガル領サントメ・プリンシペ首相） | サントメ・プリンシペ民主共和国首相 初代：1975年7月12日 – 1979年4月9日                                 | 次代 セレスティーノ・ローシャ・ダ・コスタ （1988年までポスト廃止） |
| 新設                                                                     | サントメ・プリンシペ民主共和国外務大臣 初代：1975年7月12日 – 1975年12月                               | 次代 レオネル・マリオ・ダルヴァ                                    |